# Golyóálló (film)
A Golyóálló (eredeti cím: Bulletproof) 1996-ban bemutatott amerikai akcióvígjáték, amelyet Ernest Dickerson rendezett. A forgatókönyvet Joe Gayton és Lewis Colick írta, a zenéjét Elmer Bernstein szerezte. A főszerepben Damon Wayans és Adam Sandler látható.
A mozifilm a Universal Pictures, a Brillstein-Grey Entertainment és a Robert Simonds Productions gyártásában készült, majd a Universal Pictures forgalmazásában jelent meg. Az Amerikai Egyesült Államokban 1996. szeptember 6-án mutatták be a mozikban, kedvezőtlen anyagi és kritikai fogadtatás mellett.
Magyarországon két szinkronos változat is készült belőle: az elsőt 1998. február 10-én adták ki VHS-en, majd több televízióadón is sugározták, a második 2002. szeptember 28-án az RTL Klubon került adásba.
A film folytatása 2020-ban jelent meg Bulletproof 2 címmel, új főszereplőkkel.

## Cselekmény
Archie Moses kisstílű Los Angeles-i tolvaj, rendszeresen csempészik kábítószert Frank Colton drogbáró megbízásából, aki egy autókereskedést használ pénzmosásra. Moses legjobb barátja, Rock Keats valójában a Los Angeles-i Rendőrség beépített embere és Jack Carternek hívják. Carter kizárólag azért barátkozott össze Mosessel, hogy ezáltal beépülhessen Colton bandájába.
Carter a „barátján” keresztül eléri, hogy ott lehessen a következő drogszállítmány érkezésekor. A beépített rendőr Colton és Moses letartóztatását tervezi, bár utóbbit ténylegesen megkedvelte, ezért sértetlenül akarja letartóztatni. Carter a találkozón lebukik; a csalódott Moses fegyvert szegez rá, a rajtaütés során egy elszabaduló daru hátulról meglöki és a fegyvert véletlenül elsütve fejbe lövi Cartert. Moses elmenekül az államból, de a hatóságok hamarosan rátalálnak és letartóztatják.
Csodával határos módon Carter nem csupán túléli a fejlövést, de teljesen fel is épül súlyos sérüléséből terapeutája, Dr. Traci Flynn segítségével, akibe a férfi bele is szeret. Mosest védőőrizetbe veszik és hajlandó is tanúskodni Colton ellen, de a tárgyalásra az ország másik felében kerül sor. Cartert a felettese, Jensen százados személyesen jelöli ki Moses átszállítására.
Colton megvesztegetett szövetségi ügynökökön és Los Angeles-i rendőrökön keresztül tudomást szerez Moses árulásáról. Carternek és Mosesnek nem csupán a köztük lévő feszültséggel kell megbirkóznia, de az életükre törő gengszterekkel is. Menekülés közben lassacskán újraépítik barátságukat és eljutnak úti céljukhoz is. Colton azonban túszul ejti Flynnt és a nő életéért cserébe Moses átadását követeli Cartertől.
Carter és Moses együttműködést színlelve a helyszínre érkezik és tűzharcba keveredik Colton embereivel. Nemsokára kiderül, hogy Flynn is Coltonnak dolgozik és informátorként többször beszámolt a drogbárónak a két férfi hollétéről. Carter életét megmentve Moses golyót kap a vállába, időt nyerve ahhoz, hogy Carter letartóztassa Flynnt. A fegyveres Coltont Moses lövi le. Moses átadja Carternek a Coltont leleplező dokumentumokat, aki cserébe futni hagyja barátját. Moses Mexikóban bikaviador lesz, ahol később édesanyja és Carter is meglátogatja.

## Szereplők
| Szereplő                 | Színész         | Magyar hang        | Magyar hang    |
| Szereplő                 | Színész         | UIP-Dunafilm, 1997 | RTL Klub, 2002 |
| ------------------------ | --------------- | ------------------ | -------------- |
| Jack Carter (Rock Keats) | Damon Wayans    | ifj. Jászai László | Kaszás Gergő   |
| Archie Moses             | Adam Sandler    | Háda János         | Csőre Gábor    |
| Frank Colton             | James Caan      | Barbinek Péter     | Benkő Péter    |
| Bledsoe                  | Jeep Swenson    | Csendes Olivér     | N/A            |
| Traci Flynn              | Kristen Wilson  | Andresz Kati       | N/A            |
| Will Jensen kapitány     | James Farentino | Kertész Péter      | Szersén Gyula  |
| Sulliman nyomozó         | Larry McCoy     | Varga Tamás        | N/A            |
| Jones nyomozó            | Allen Covert    | Albert Gábor       | N/A            |
| Steve Finch              | Bill Nunn       | Hankó Attila       | N/A            |
| Charles                  | Mark Roberts    | Beregi Péter       | Besenczi Árpád |
| Darryl Gentry ügynök     | Xander Berkeley | Orosz István       | N/A            |
| Cole ügynök              | Sal Landi       | Kárpáti Levente    | N/A            |

További magyar hangok (1. magyar szinkronban): Albert Gábor, Beratin Gábor, Katona Zoltán

## Fogadtatás

### Bevételi adatok
A film a nyitó hétvégén 6 014 400 dolláros bevételt szerzett, ezzel az első helyet érve el. Az Amerikai Egyesült Államokban 21 576 954, míg a többi országban 1 035 000 dolláros bevétellel összesen 22 611 954 dollárt termelt.

### Kritikai visszhang
A Rotten Tomatoes weboldalon a film 39 kritika alapján 8%-os értékelést kapott. Az oldal összegzése szerint „amellett, hogy képes a lövedékeket megállítani, a Golyóálló sajnos a humor, a logika és a nézhetőség terén is áthatolhatatlannak bizonyul”.
Ernest Dickerson rendező évekkel a film elkészítése után a következőket nyilatkozta: „Van egy Golyóálló című film, amelyet pár éve készítettem. Szeretném egyszerűen csak semmissé tenni az egészet. Sok elkészített filmemre büszke vagyok, de vannak megtörtént helyzetek, melyeket utólag visszatekintve egy kicsivel másként is kezelhettem volna, ha egy kicsivel okosabban állok hozzájuk.”

## A film folytatása
2020. január 7-én jelent meg a film folytatása a Netflixen, Bulletproof 2 címmel. Rendezője Don Michael Paul, a korábbi főszereplőket, Jack Cartert és Archie Mosest ezúttal Faizon Love és Kirk Fox alakítja.

## Televíziós megjelenések
- 2. magyar szinkron: RTL Klub[8]
- 1. magyar szinkron: TV2,[9] Viasat 3,[10] Viasat 6,[11] Digi Film, Sony Movie Channel, AMC

## Fordítás
- Ez a szócikk részben vagy egészben  a   Bulletproof (1996 film) című angol Wikipédia-szócikk fordításán alapul.  Az eredeti cikk szerkesztőit annak laptörténete sorolja fel. Ez a jelzés csupán a megfogalmazás eredetét és a szerzői jogokat jelzi, nem szolgál a cikkben szereplő információk forrásmegjelöléseként.